# Allium suaveolens
Allium suaveolens är en amaryllisväxtart som beskrevs av Nikolaus Joseph von Jacquin. Allium suaveolens ingår i släktet lökar, och familjen amaryllisväxter. IUCN kategoriserar arten globalt som livskraftig. Inga underarter finns listade i Catalogue of Life.